# Liste der nigerianischen Hauptstädte
Die Liste der nigerianischen Hauptstädte behandelt alle Hauptstädte Nigerias und der Regionen und Bundesstaaten.

## HauptstädteNigerias
- Lokoja
  - 1900–1914 Hauptstadt der Kolonie und Protektorat Nordnigeria (britische Kolonie bzw. Protektorat)
- Calabar
  - 1906–1914 Hauptstadt der Kolonie und Protektorat Südnigeria (britische Kolonie bzw. Protektorat)
- Lagos
  - 1914–1954 Hauptstadt der Kolonie und Protektorat Nigeria (britische Kolonie bzw. Protektorat)
  - 1954–1960 Hauptstadt der Föderation von Nigeria (autonome britische Kolonie bzw. Protektorat)
  - 1960–1963 Hauptstadt der Föderation von Nigeria
  - 1963–1966 Hauptstadt der Bundesrepublik Nigeria
  - 24. Mai bis 31. August 1966 Hauptstadt der Republik Nigeria
  - 1966–1991 Hauptstadt der Bundesrepublik Nigeria
- Abuja
  - seit 1991 Hauptstadt der Bundesrepublik Nigeria

## Hauptstädte der Regionen von 1960 bis 1963
Unklar ist der Status des Bundesterritoriums (Federal Territory) um die Hauptstadt Lagos, ob es sich um einen Teil der Western Region oder um eine eigene Verwaltungseinheit handelt.
- Enugu (Eastern)
- Ibadan (Western)
- Kaduna (Northern)

## Hauptstädte der Regionen bzw. Provinzen von 1963 bis 1967

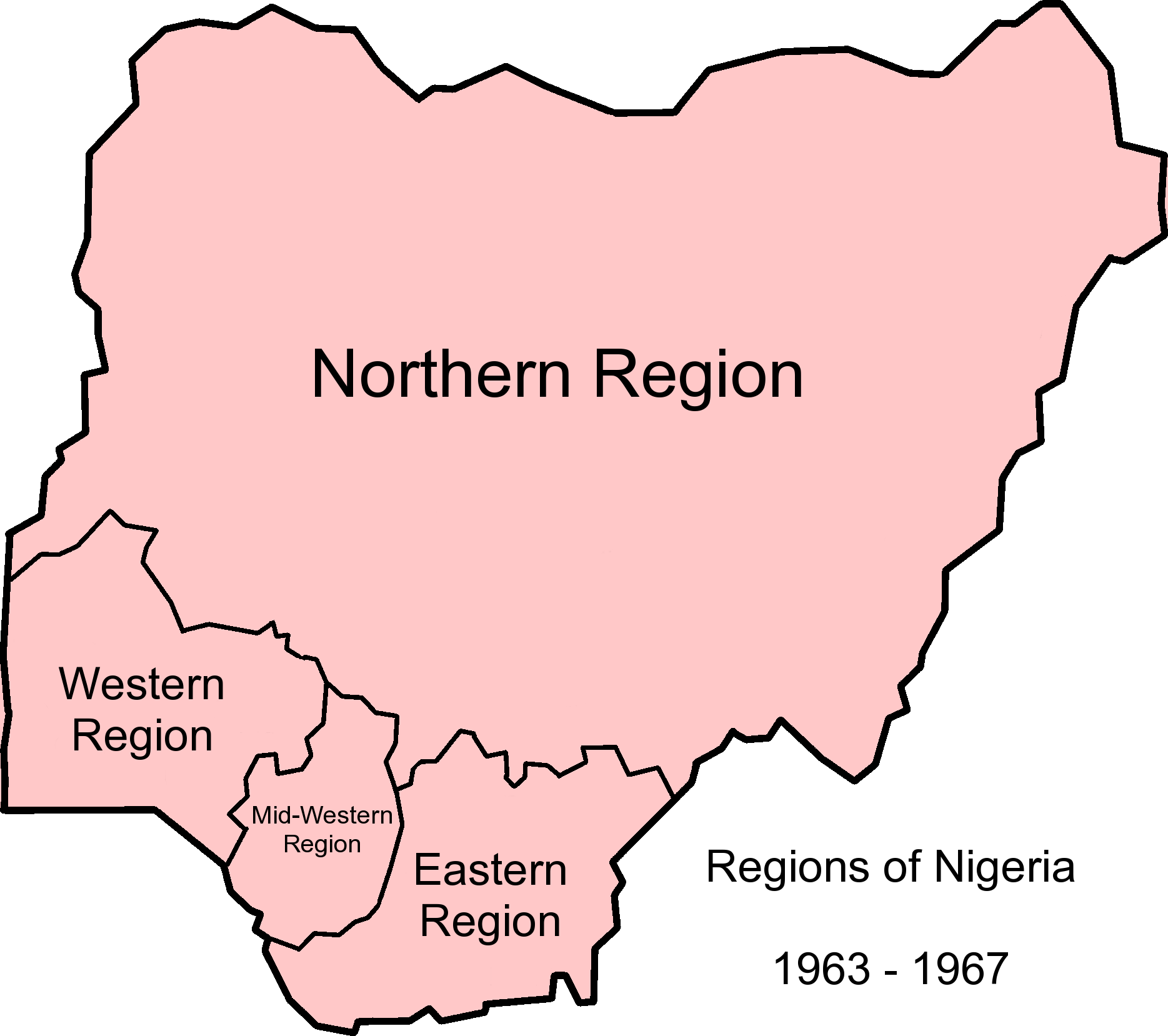
1963–1967: 4 Länder

Während der Militärherrschaft vom 24. Mai bis 31. August 1966 wurden die Regionen zu Provinzen und das Bundesterritorium zum Hauptstadtterritorium (Capital Territory) erklärt.
- Benin City (Mid-Western)
- Enugu (Eastern)
- Ibadan (Western)
- Kaduna (Northern)

## Hauptstädte der Bundesstaaten von 1967 bis 1976

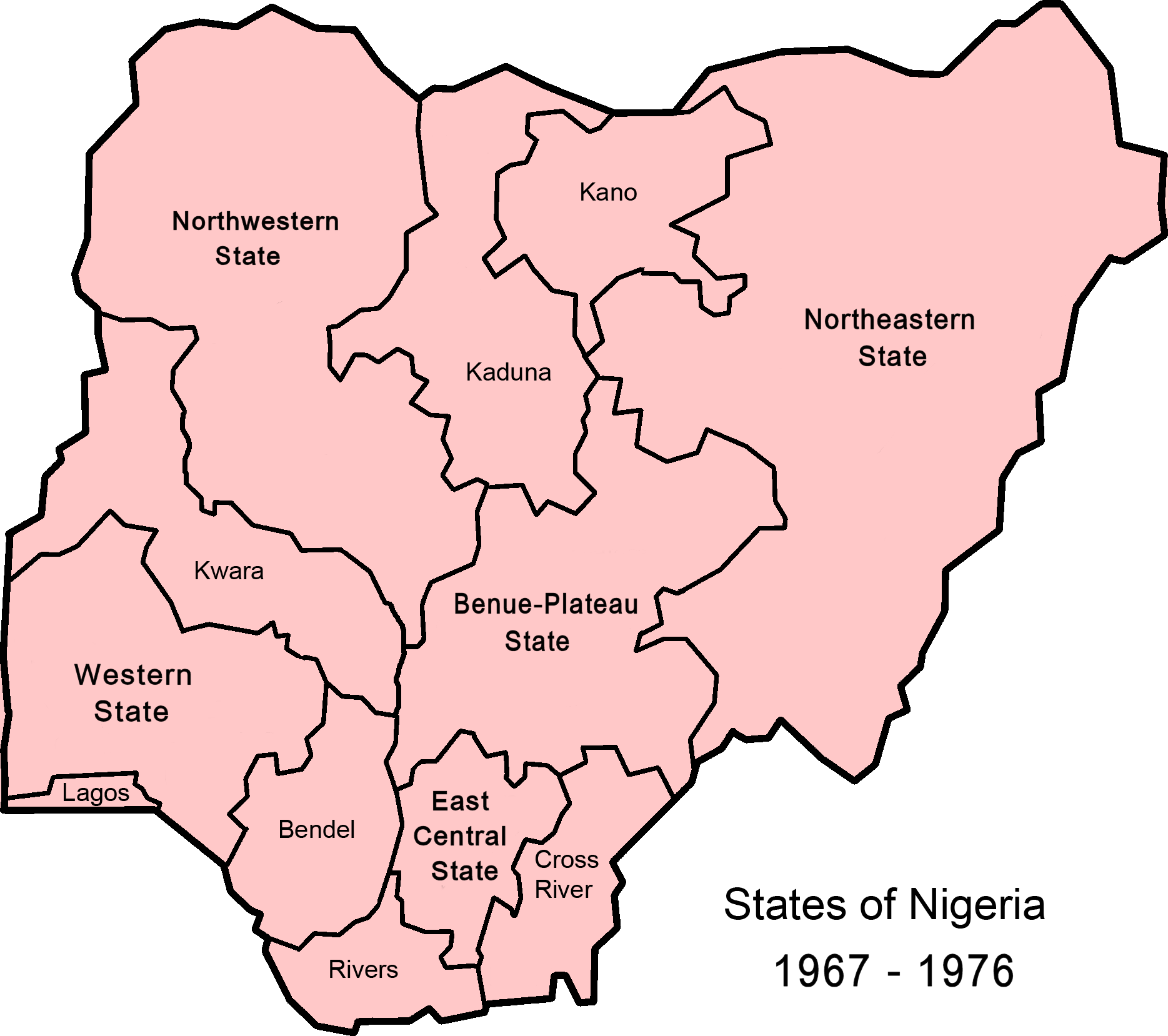
1967–1976: 12 Bundesstaaten

Die östliche Region erklärte sich am 30. Mai 1967 unter dem Namen Biafra für unabhängig, was Nigeria nicht anerkannte. Es folgte der Biafra-Krieg, der 1970 mit der Kapitulation Biafras endete. Enugu war Hauptstadt von Biafra, war allerdings  bereits ab Oktober 1967 unter der Kontrolle des nigerianischen Militärs,  der Sitz von Verwaltung und Regierung wurde nach Umuahia und schließlich nach Owerri verlegt.
Das Bundesterritorium ist Teil des Bundesstaates Lagos.
- Benin City (Mid-Western)
- Calabar (South-Eastern)
- Enugu (East-Central)
- Ibadan (Western)
- Ilorin (Kwara)
- Jos (Benue-Plateau)
- Kaduna (North-Central)
- Kano (Kano)
- Lagos (Lagos)
- Maiduguri (North-Eastern)
- Port Harcourt (Rivers)
- Sokoto (North-West)

## Hauptstädte der Bundesstaaten von 1976 bis 1996

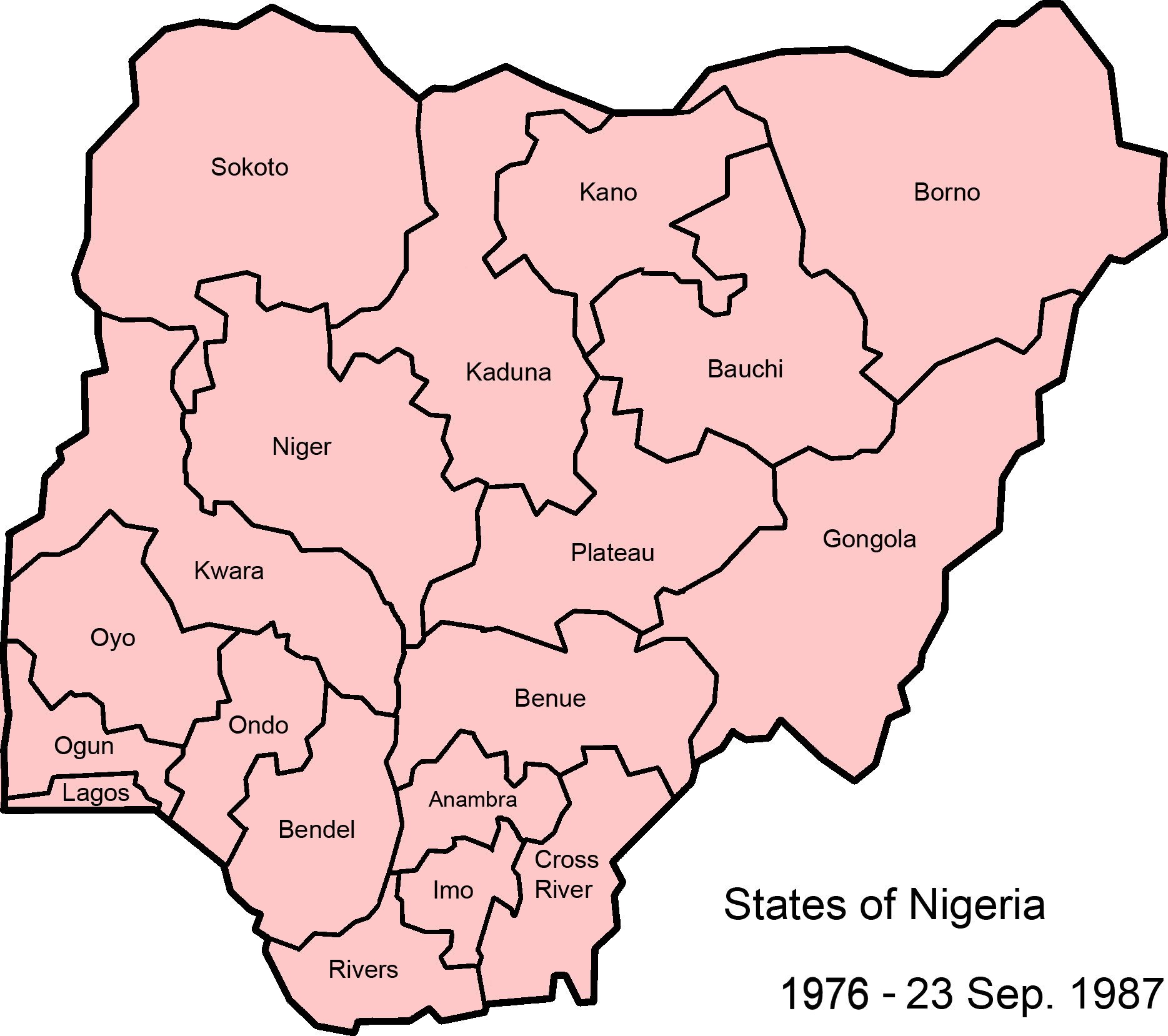
1976–1987: 19 Staaten

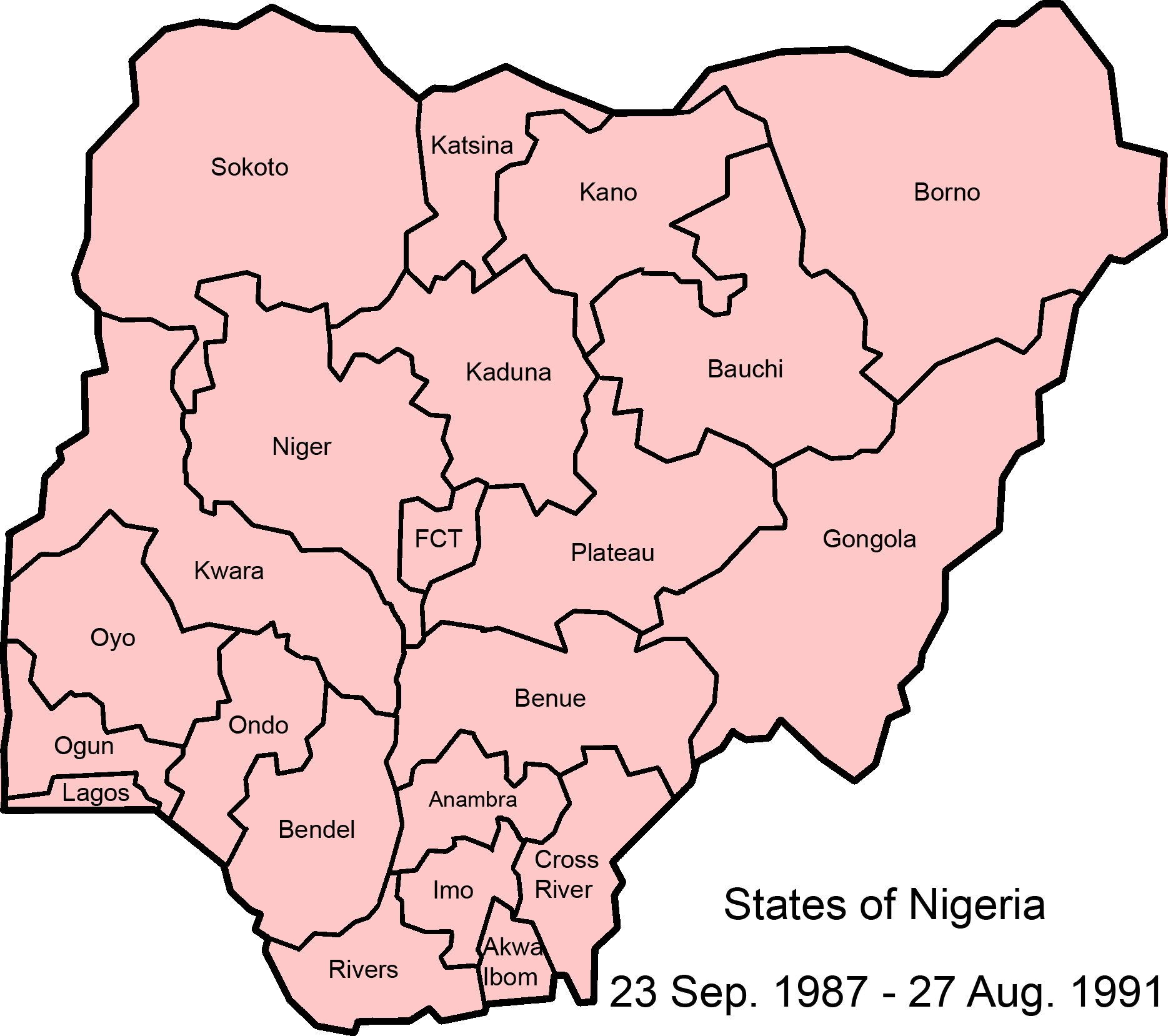
1987–1991: 21 Staaten, später plus Abuja

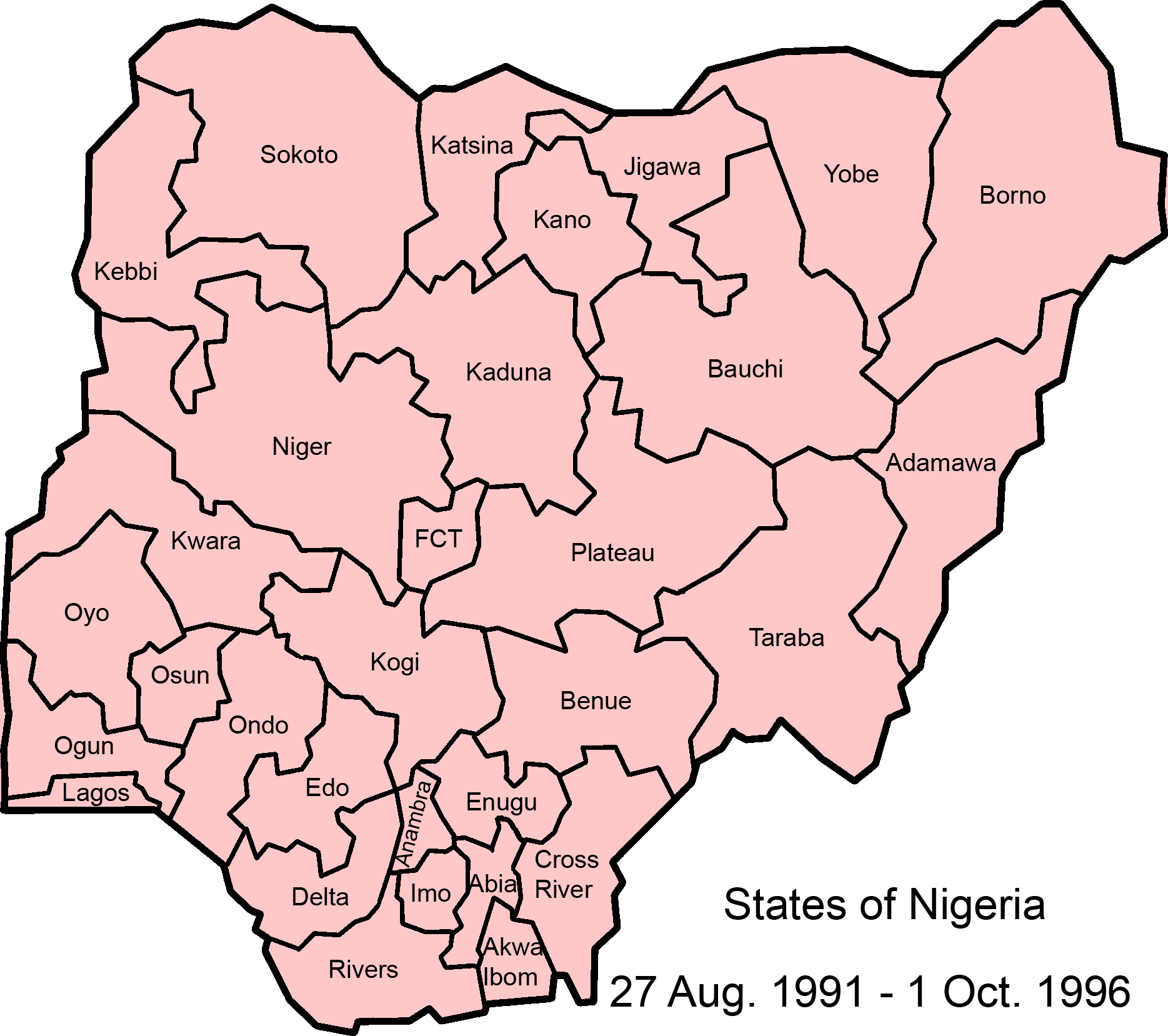
1991–1996: 29 Staaten plus Abuja

Das Hauptstadtterritorium (Federal Capital Territory) um die Hauptstadt Abuja bildet eine selbstständige Verwaltungseinheit.
- Abeokuta (Ogun)
- Akure (Ondo)
- Asaba (Delta, seit 1991)
- Awka (Anambra, seit 1991)
- Bauchi (Bauchi)
- Benin City (Edo)
- Birnin Kebbi (Kebbi, seit 1991)
- Calabar (Cross River)
- Damaturu (Yobe, seit 1991)
- Dutse (Jigawa, seit 1991)
- Enugu (Enugu)
- Ibadan (Oyo)
- Ikeja (Lagos)
- Ilorin (Kwara)
- Jalingo (Taraba)
- Jos (Plateau)
- Kaduna (Kaduna)
- Kano (Kano)
- Katsina (Katsina, seit 1987)
- Lokoja (Kogi, seit 1991)
- Maiduguri (Borno)
- Makurdi (Benue)
- Minna (Niger)
- Oshogbo (Osun, seit 1991)
- Owerri (Imo)
- Port Harcourt (Rivers)
- Sokoto (Sokoto)
- Umuahia (Abia, seit 1991)
- Uyo (Akwa Ibom, seit 1987)
- Yola (Adamawa)

## Hauptstädte der Bundesstaaten seit 1996

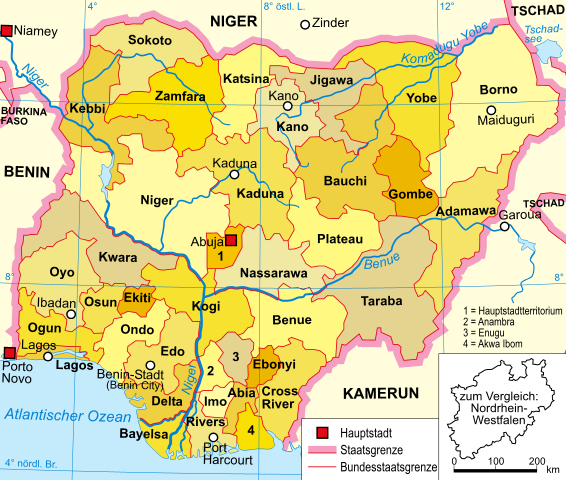
seit 1996: 36 Bundesstaaten plus Abuja

Das Hauptstadtterritorium (Federal Capital Territory) um die Hauptstadt Abuja bildet eine selbstständige Verwaltungseinheit.
- Abakaliki (Ebonyi)
- Abeokuta (Ogun)
- Ado Ekiti (Ekiti)
- Akure (Ondo)
- Asaba (Delta)
- Awka (Anambra)
- Bauchi (Bauchi)
- Benin City (Edo)
- Birnin Kebbi (Kebbi)
- Calabar (Cross River)
- Damaturu (Yobe)
- Dutse (Jigawa)
- Enugu (Enugu)
- Gombe (Gombe)
- Gusau (Zamfara)
- Ibadan (Oyo)
- Ikeja (Lagos)
- Ilorin (Kwara)
- Jalingo (Taraba)
- Jos (Plateau)
- Kaduna (Kaduna)
- Kano (Kano)
- Katsina (Katsina)
- Lafia (Nassarawa)
- Lokoja (Kogi)
- Maiduguri (Borno)
- Makurdi (Benue)
- Minna (Niger)
- Oshogbo (Osun)
- Owerri (Imo)
- Port Harcourt (Rivers)
- Sokoto (Sokoto)
- Umuahia (Abia)
- Uyo (Akwa Ibom)
- Yenagoa (Bayelsa)
- Yola (Adamawa)